# Okuninko (jezioro)
Okuninko – jezioro w woj. wielkopolskim, w powiecie czarnkowsko-trzcianeckim, w gminie Drawsko, leżące na terenie Kotliny Gorzowskiej.

## Dane morfometryczne
Powierzchnia zwierciadła wody według różnych źródeł wynosi od 1,0 ha do 3,19 ha (lustra wody) lub 5,96 ha (ogólna).
Zwierciadło wody położone jest na wysokości 49,2 m n.p.m.

## Hydronimia
Według urzędowego spisu opracowanego przez Komisję Nazw Miejscowości i Obiektów Fizjograficznych (KNMiOF) nazwa tego jeziora to Okuninko. W różnych publikacjach i na mapach topograficznych jezioro to występuje pod nazwą Okoninko.